# Lomtjärnen (Degerfors socken, Västerbotten, 716023-168608)
Lomtjärnen är en sjö i Vindelns kommun i Västerbotten och ingår i Umeälvens huvudavrinningsområde. Sjön har en area på 0,03 kvadratkilometer och ligger 257 meter över havet.

## Delavrinningsområde
Lomtjärnen ingår i det delavrinningsområde (715972-168668) som SMHI kallar för Inloppet i Långhjuksnoret. Medelhöjden är 262 meter över havet och ytan är 2,96 kvadratkilometer. Räknas de 4 avrinningsområdena uppströms in blir den ackumulerade arean 18,61 kvadratkilometer. Hjuksån som avvattnar avrinningsområdet har biflödesordning 3, vilket innebär att vattnet flödar genom totalt 3 vattendrag innan det når havet efter 137 kilometer. Avrinningsområdet består mestadels av skog (69 procent) och sankmarker (25 procent). Avrinningsområdet har 0,16 kvadratkilometer vattenytor vilket ger det en sjöprocent på 5,3 procent.